# Супіно
Супіно (італ. Supino) — муніципалітет в Італії, у регіоні Лаціо,  провінція Фрозіноне.
Супіно розташоване на відстані близько 70 км на південний схід від Рима, 10 км на захід від Фрозіноне.
Населення — 4928 осіб (2014).

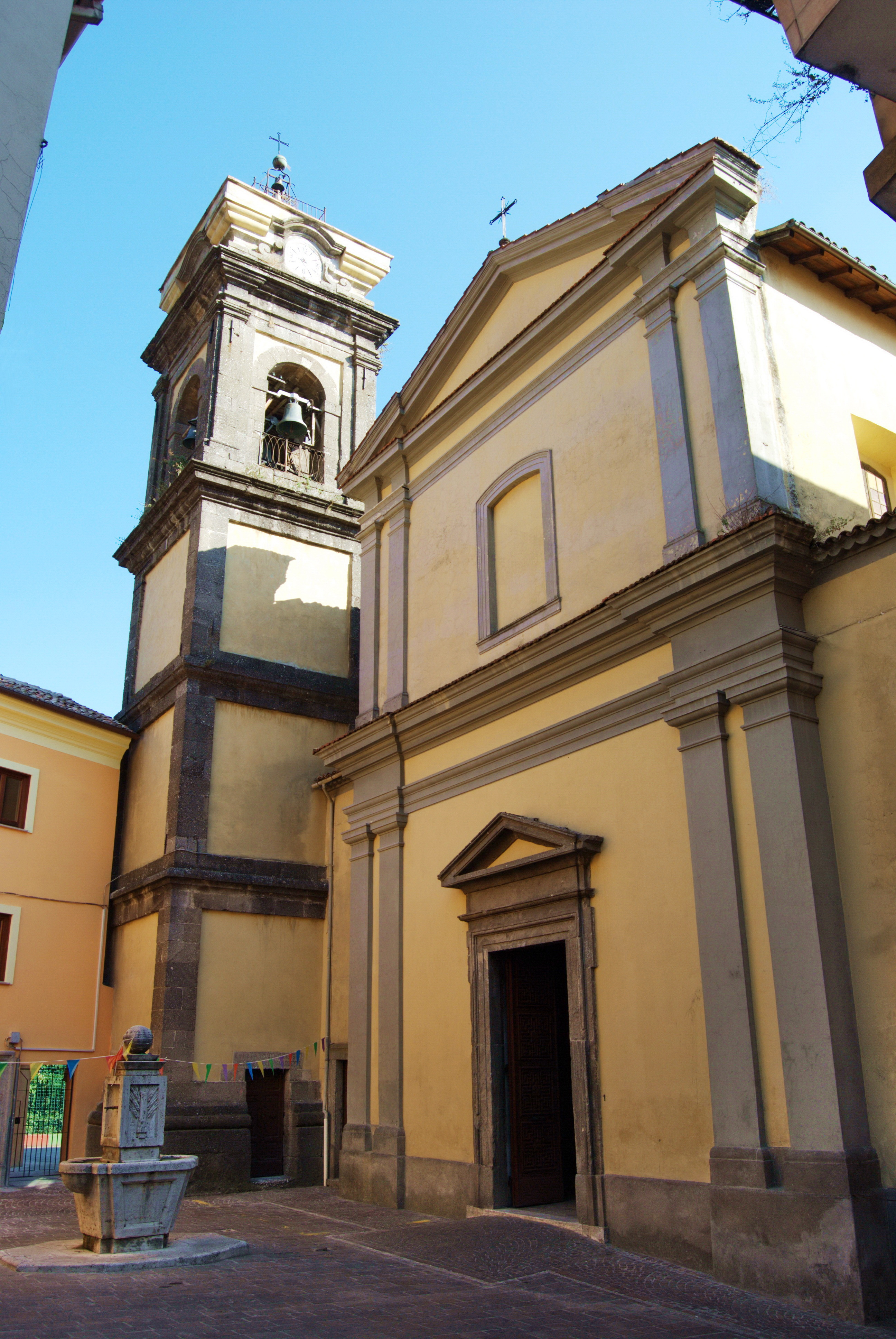

Щорічний фестиваль відбувається 10 серпня, 10 травня. Покровитель — святий мученик Лаврентій.

## Демографія
Населення за роками:

Станом на 1 січня 2023 року в муніципалітеті офіційно проживало 398 іноземців з 31 країни, серед них 157 громадян країн Євросоюзу та 22 громадяни України.

## Сусідні муніципалітети
- Карпінето-Романо
- Ферентіно
- Фрозіноне
- Джуліано-ді-Рома
- Горга
- Маенца
- Мороло
- Патрика